# Andreas Hölzl
Andreas Hölzl (ur. 16 marca 1985 w Kitzbühel) – austriacki piłkarz, występujący na pozycji pomocnika. Były zawodnik Wackeru Innsbruck. Od 2008 roku do 2014 występował w Sturmie Graz. W 2014 odszedł do klubu Wacker Innsbruck.

## Kariera
| Sezon     | Liga                           | Klub             | Mecze | Gole |
| --------- | ------------------------------ | ---------------- | ----- | ---- |
| 2003/2004 | Bundesliga                     | Wacker Innsbruck | 16    | 1    |
| 2004/2005 | Red Zac Erste Liga             | SV Wörgl         | 13    | 1    |
| 2004/2005 | Bundesliga                     | Wacker Innsbruck | 12    | 0    |
| 2005/2006 | Bundesliga                     | Wacker Innsbruck | 35    | 3    |
| 2006/2007 | Bundesliga                     | Wacker Innsbruck | 32    | 4    |
| 2007/2008 | Bundesliga                     | Wacker Innsbruck | 25    | 3    |
| 2008/2009 | Bundesliga                     | Sturm Graz       | 33    | 11   |
| 2009/2010 | Bundesliga                     | Sturm Graz       | 29    | 6    |
| 2010/2011 | Bundesliga                     | Sturm Graz       | 33    | 5    |
| 2011/2012 | Bundesliga                     | Sturm Graz       | 21    | 4    |
| 2012/2013 | Bundesliga                     | Sturm Graz       | 18    | 1    |
| 2013/2014 | Bundesliga                     | Sturm Graz       | 17    | 0    |
|           | Łącznie w T-Mobile Bundeslidze |                  | 220   | 36   |

## Reprezentacja
Hölzl zadebiutował w reprezentacji w meczu z Wyspami Owczymi.